# Antirotation
 (janvier 2010).
Si vous disposez d'ouvrages ou d'articles de référence ou si vous connaissez des sites web de qualité traitant du thème abordé ici, merci de compléter l'article en donnant les références utiles à sa vérifiabilité et en les liant à la section « Notes et références ».
En géométrie, une antirotation est un type particulier d'antidéplacement (c.-à-d. d'isométrie qui renverse l'orientation) de l'espace euclidien de dimension 3 (espace affine euclidien ou espace vectoriel euclidien, suivant le contexte) : c'est la composée de deux transformations qui commutent : une rotation d'angle {\displaystyle \theta } autour d'un axe {\displaystyle \Delta } et d'une réflexion par rapport à un plan {\displaystyle \Pi } perpendiculaire à cet axe, ce qui lui vaut aussi le nom de roto-réflexion, ou rotation-réflexion.
En remarquant que
{\displaystyle {\begin{pmatrix}\cos \theta &-\sin \theta &0\\\sin \theta &\cos \theta &0\\0&0&-1\end{pmatrix}}=-{\begin{pmatrix}\cos(\theta +\pi )&-\sin(\theta +\pi )&0\\\sin(\theta +\pi )&\cos(\theta +\pi )&0\\0&0&1\end{pmatrix}}},
on peut aussi voir une antirotation d'angle {\displaystyle \theta } comme la composée de la rotation d'axe {\displaystyle \Delta } et d'angle {\displaystyle \theta +\pi } (ou d'axe opposé et d'angle {\displaystyle \pi -\theta }) et de la symétrie centrale (notion à ne pas confondre avec celle d'inversion géométrique) par rapport au point d'intersection de {\displaystyle \Delta } et {\displaystyle \Pi } (à nouveau, ces deux transformations commutent). Dans ce cas, on parle de roto-inversion d'angle {\displaystyle \theta +\pi },.
On parle parfois aussi de rotation impropre[réf. nécessaire].